# Kennedy (miniserie)
Kennedy es una miniserie de cinco horas escrita por Reg Gadney y dirigida por Jim Goddard. La miniserie fue producida por La televisión independiente Central y emitida originalmente en los Estados Unidos desde el 20 de noviembre de 1983, en la época del 20.º aniversario del asesinato de Kennedy.
La miniserie protagonizada por Martin Sheen como Presidente John F. Kennedy, Blair Brown como Jacqueline Kennedy, E.G. Marshall como Joseph P. Kennedy, John Shea como Robert F. Kennedy, Vincent Gardenia como J. Edgar Hoover y Kelsey Grammer como Stephen Smith entre otros.
La miniserie de televisión fue una biografía de la Presidencia de 1961-1963 de John F. Kennedy.
Fue nominada para los Globos de oro de 3.
- Datos: Q6389583